# Лія Голдберг
Лія Голдберг (івр. לאה גולדברג‎; 29 травня 1911 — 15 січня 1970) — ізраїльська івритомовна поетеса, перекладач, драматург та дослідник літератури. Її твори вважаються класикою ізраїльської літератури.

## Біографія
Лія Гольдберг народилася в Кеніґсберґу (тепер Калінград) у сім'ї литовських євреїв. Вчилася в івритській гімназії в Ковно, потім переїхала до Німеччини, де відвідувала Берлінський (1931-1932) і Боннський (1932-1933) університети, в останньому отримала ступінь доктора філософії. В 1935 переїхала в підмандатну Палестину і поселилася в Тель-Авіві. Там брала участь у літературному товаристві «Яхдав», головою якого був Авраам Шльонський, який надав Лії допомогу в підготовці до видання першого збірника її віршів «Таб‘от ашан» («Кільця диму», 1935). Свої вірші вона вперше змогла опублікувати в тижневику «Турим», заснованого Шльонський разом з літературною групою «Яхдав».
Як театральний критик Гольдберг регулярно публікувалася в газетах «Давар» (1936-1942) і «Мишмар» (1943-1948), а також була літературним консультантом театру «Габіма» (з 1949) і членом-кореспондентом Академії мови іврит (з 1959 року). Починаючи з 1952 року, Гольдберг викладала літературознавство в Єврейському університеті.
У 1970 році, за свою діяльність вона отримала Премію Ізраїлю.
Лія ніколи не була одружена і жила з своєю матір'ю спочатку в Тель-Авіві, а пізніше в Єрусалимі. Вона була затятим курцем і померла від раку легень 1970 року.
У 2011 році, Банк Ізраїлю оголосив про випуск нової серії банкнот нового шекеля, на одній з яких зображено портрет Лії Голдберг.

## Посилання

"Songs of My Beloved Country" - Draft, handwriting of Leah Goldberg